# Élection partielle québécoise de 2005
L'élection partielle québécoise de 2005 s'est tenue le 12 décembre 2005. Elle visait à élire deux députés après les démissions d'Yves Séguin (le 25 mai 2005) et Bernard Landry (le 4 juin 2005). Il s'agit des députés des circonscriptions d'Outremont et Verchères.
Le scrutin a permis l'élection à l'Assemblée nationale du Québec du libéral Raymond Bachand et du péquiste Stéphane Bergeron.

## Contexte
L'annonce d'élection a été faite le 8 novembre 2005.

## Résultats

### Résultats par circonscription électorale
|                                                              | Nom                | Parti               | Nombre de voix | %      | Maj.  |
| ------------------------------------------------------------ | ------------------ | ------------------- | -------------- | ------ | ----- |
|                                                              | Raymond Bachand    | Libéral             | 8 172          | 48,8 % | 1 930 |
|                                                              | Farouk Karim       | Parti québécois     | 6 242          | 37,3 % | -     |
|                                                              | Omar Aktouf        | UFP                 | 1 212          | 7,2 %  | -     |
|                                                              | Christopher Coggan | Vert                | 750            | 4,5 %  | -     |
|                                                              | Raya Mileva        | Action démocratique | 338            | 2 %    | -     |
|                                                              | Régent Millette    | Indépendant         | 35             | 0,2 %  | -     |
| Total                                                        | Total              | Total               | 16 749         | 100 %  |       |
| Le taux de participation lors de l'élection était de 40,3 %. |                    |                     |                |        |       |

|                                                              | Nom                   | Parti               | Nombre de voix | %      | Maj.  |
| ------------------------------------------------------------ | --------------------- | ------------------- | -------------- | ------ | ----- |
|                                                              | Stéphane Bergeron     | Parti québécois     | 13 118         | 69,2 % | 9 774 |
|                                                              | Jean Robert           | Libéral             | 3 344          | 17,6 % | -     |
|                                                              | Denise Graveline      | Action démocratique | 1 919          | 10,1 % | -     |
|                                                              | Jean-François Lessard | UFP                 | 576            | 3 %    | -     |
| Total                                                        | Total                 | Total               | 18 957         | 100 %  |       |
| Le taux de participation lors de l'élection était de 45,1 %. |                       |                     |                |        |       |